# ادو اسپیو
ادو اسپیو (انگلیسی: Edu Espiau؛ زادهٔ ۱۹ دسامبر ۱۹۹۴) بازیکن فوتبال اهل اسپانیا است.